# Gesellschaft der Freunde von Bayreuth
Die Gesellschaft der Freunde von Bayreuth e. V. ist eine Mäzenatengesellschaft mit etwa 5000 Mitgliedern und Sitz in Bayreuth. Sie wurde am 22. September 1949, initiiert von den Enkeln Richard Wagners, Wieland und Wolfgang Wagner, gegründet, um die 1944 letztmals durchgeführten Bayreuther Festspiele mit finanzieller Unterstützung wieder aufnehmen bzw. neu begründen zu können. Die ersten Festspiele nach dem Krieg konnten 1951 stattfinden.

## Tätigkeit
Zweck des Vereins ist vor allem die finanzielle Unterstützung der Bayreuther Festspiele. Darüber hinaus wird auch aus vorhandenen Überschüssen Minderbemittelten die Teilnahme an den Festspiel-Aufführungen ermöglicht, zum Beispiel durch Spenden an die Richard-Wagner-Stipendienstiftung. Die Freunde haben bisher 140 Millionen Euro (Stand Juni 2023) für die Festspiele bereitgestellt. Seit einer Reihe von Jahren beläuft sich das jährliche Finanzaufkommen der Gesellschaft auf mehr als 3 Millionen Euro pro Jahr. Seit 2001 existiert auch eine „Stiftung Freunde von Bayreuth“, in die Spendenbeträge zum Aufbau eines Stiftungsvermögens eingezahlt werden können. Im Sommer 2009 wurde für das wichtiger werdende Sponsoring die „Servicegesellschaft der Freunde von Bayreuth GmbH“ gegründet.
Durch die finanzielle Unterstützung der Gesellschaft konnte in den letzten Jahren und Jahrzehnten der gesamte historische Baubestand des Bayreuther Festspielhauses und angeschlossener Gebäude gesichert, renoviert und erweitert werden. Außerdem werden regelmäßig für Neuinszenierungen der Werke Wagners zusätzliche Finanzierungshilfen an die Festspielleitung gegeben. Als Gegenleistung stellt die Festspielleitung dem Verein mit 14.000 Eintrittskarten pro Jahr das größte an eine Organisation vergebene Kontingent an Kaufkarten zur Verfügung.

## Geschichte
Bereits 1871 plante Richard Wagner die Finanzierung seiner Festspiele mittels eines Patronatsvereins, der durch den Verkauf von 1000 Patronatsscheinen die Kosten für den Bau des Festspielhauses und die erste Saison decken sollte. Als bis 1873 nur gut ein Drittel der Anteilsscheine abgesetzt waren, musste König Ludwig II. einspringen und ein Darlehen aus seinem Privatvermögen bereitstellen. 1921 wurden erneut Patronatsscheine angeboten und brachten den erhofften Erlös. Dieser wurde jedoch durch die Hyperinflation so schnell entwertet, dass auch diesmal die Förderer die Kosten der Festspiele nicht decken konnten. Die Förderer gründeten den Bayreuther Bund als Förderverein, zu dem am 1. August 1925 noch der Bayreuther Bund deutscher Jugend unter Otto Daube kam.
Nach dem Zusammenbruch des „Dritten Reiches“, das die Festspiele staatlich finanziert hatte, fanden sich Mäzene zusammen, um die Festspiele wieder zu beleben. Maßgeblich war Gerhard Roßbach, ein ehemaliger Freikorpsführer und früher NSDAP-Aktivist, der 1934 in Ungnade gefallen aber mit der Familie Wagner freundschaftlich verbunden war. Im September 1949 gründete sich die Gesellschaft der Freunde von Bayreuth. Gründungsmitglieder waren vor allem Industrielle wie Hans Bahlsen, Moritz Klönne, Franz Hilger und sein Sohn Ewald Hilger, die beide später den Verein führen sollten, August Roesener, Joachim Vielmetter, Berthold Beitz, Konrad Pöhner, August Lenz und Otto Springorum. Erster Vorsitzender wurde Moritz Klönne, Bereits 1950 konnte die Gesellschaft 400.000 Mark an Spenden und zinslosen Darlehen bereitstellen, so dass sie erheblich zum 1,5 Millionen umfassenden Etat der ersten Nachkriegsfestspiele von 1951 beitrug. Von 1954 bis 1969 leitete Franz Hilger die Freunde, anschließend und bis 1999 sein Sohn Ewald Hilger.
1953 wurde das Festspielkuratorium mit Beteiligung der Gesellschaft gegründet. Die Freunde verpflichteten sich dabei, künftig zusammen mit der Stadt Bayreuth und dem Bezirk Oberfranken ein Drittel der Kosten der Festspiele aufzubringen. Die beiden anderen Drittel werden von der Bundesrepublik Deutschland und dem Freistaat Bayern getragen. Die Vertreter der öffentlichen Hand stellten damals klar, dass sie sich nur beteiligen, wenn und solange private Initiativen erhalten bleiben und zur Finanzierung beitragen. 1954 wurde die Gemeinnützigkeit der Gesellschaft anerkannt.
1973 brachte die Familie Wagner auf Vermittlung der Freunde das Festspielhaus und den Nachlass Richard Wagners in die Richard-Wagner-Stiftung Bayreuth ein, in dessen Stiftungsrat die Gesellschaft vertreten ist. Bis zu diesem 25. Jubiläum des Vereins hatte er 8,7 Millionen Mark für die Festspiele erbracht.
Auch an der Gründung der Bayreuther Festspiele GmbH von 1985 bis 1987 waren die Freunde beteiligt. Nach dem Rücktritt des langjährigen Festspielleiters Wolfgang Wagner 2008 wurde die Bayreuther Festspiele GmbH neu geordnet und die "Freunde" sind seitdem einer der vier Gesellschafter. Somit halten die Bundesrepublik Deutschland, der Freistaat Bayern und die Gesellschaft der Freunde von Bayreuth jeweils 29 % der Anteile, die Stadt Bayreuth hält 13 %. Alle Gesellschafter haben Sitz und Stimme im Verwaltungsrat und der Gesellschafterversammlung der Bayreuther Festspiele GmbH nach der Höhe ihrer Anteile.
Zwischen Mai 2009 und Juli 2010 kam es im Vorstand der Freunde zu einigen Tumulten mit Rücktritten von Peter Gloystein / Düsseldorf, Ulrich Andreas Vogt und Hans-Ludwig Grüschow / Neu-Isenburg. Seitdem hat Georg Freiherr von Waldenfels den Vorsitz und das Amt des Schatzmeisters.

## Struktur
Neben dem vierköpfigen Vorstand aus Georg Freiherr von Waldenfels, Dorothee Bär, Joachim Faber und Janina Kugel existiert ein Kuratorium, welches als Vertretung der Mitgliederversammlung den Vorstand unterstützt. Das Kuratorium besteht aus mindestens 10 Personen, den Vorsitz hat Dirk Schmalenbach inne.
Die Jungen Freunde von Bayreuth wurden im Sommer 2008 ins Leben gerufen und haben ca. 300 Mitglieder (Stand Dezember 2020). Damit soll auch Wagnerinteressierten unter 35 Jahren die Möglichkeit des Austausches und der Unterstützung der Bayreuther Festspiele gegeben werden.
Seit 2010 besteht mit dem „Team der aktiven Festspielförderer“ (TAff) eine weitere, wesentlich kleinere Förderervereinigung.

## Belege
1. ↑  Freundinnen und Freunde. In: Gesellschaft der Freunde von Bayreuth. Abgerufen am 23. Juni 2023 (deutsch).
2. ↑  73 Jahre Großzügigkeit. In: Gesellschaft der Freunde von Bayreuth. Abgerufen am 23. Juni 2023 (deutsch).
3. ↑  Ruhrnachrichten: Ex-Konzerthaus-Intendant Vogt ist Motor in Bayreuth (Memento vom 15. Januar 2016 im Webarchiv archive.today), 11. November 2009.
4. ↑  Lucas Wiegelmann: Mit den Förderzielen des Bundes nicht vereinbar. Die Welt, 24. Juni 2011.
5. ↑  Soweit nicht anders angegeben, beruht die Geschichte der Gesellschaft auf: Nicolaus Steeken: Die Erfindung des Fundraising. In: Gesellschaft der Freunde von Bayreuth: Almanach 2010, ISBN 978-3925361845, Seiten 144–151
6. ↑  Ewald Hilger: Hoffnungslose Optimisten. In: Gesellschaft der Freunde von Bayreuth: Almanach 2012, ISBN 978-3-943637-02-1, Seiten 194–201
7. ↑  Wolfgang Wagner (Hrsg.): Bayreuther Festspiele 1999, Bayreuther Festspiele GmbH 1999
8. ↑  Nordbayerischer Kurier: Zoff bei den "Freunden von Bayreuth", 25. Juni 2010
9. ↑  Nordbayerischer Kurier: Freunde krempeln Vorstand um, 29. Juni 2010
10. 1 2  Aufbau & Organe. In: Gesellschaft der Freunde von Bayreuth. Abgerufen am 2. Januar 2024 (deutsch).
11. ↑  Associated Press: Konflikt überschattet Bayreuther Festspiele (Memento vom 3. August 2010 im Internet Archive), 27. Juli 2010
12. ↑  Nordbayerischer Kurier: Taff geht an den Start, 10. August 2010